# Ulica płk. Ryszarda Kuklińskiego w Krakowie
Ulica pułkownika Ryszarda Kuklińskiego – ulica w Krakowie, położona w całości w administracyjnej dzielnicy XIII Podgórze.

## Przebieg
Ulica zaczyna swój bieg pod Estakadą Jacka Kaczmarskiego, gdzie staje się przedłużeniem ulicy Klimeckiego. Następnie krzyżuje się z ulicą Strycharską, a za 200 metrów z ulicą Krzywda. Ostatnie skrzyżowania przed końcem to dwa skrzyżowania z ul. Gromadzką (na północ i na południe), wiąże się to z nie symetrycznym biegiem ulicy Gromadzkiej przed zbudowaniem ul. Kuklińskiego. Omawiana droga kończy swój bieg na skrzyżowaniu z ulicą Lipską i ul. Saską, gdzie ta pierwsza staje się przedłużeniem ulicy płk. Kuklińskiego.

## Historia
Ulica płk. Kuklińskiego nie odznacza się długą historią. Została ona wytyczona w latach 80. XX wieku jako wygodna arteria komunikacyjna do Płaszowa. Plany spełzły się na niczym ze względu na brak finansów i niedopełnienie formalności. Budowa rozpoczęła się dopiero w styczniu 2010 roku, wraz z budową torowiska tramwajowego, a zakończyła się 10 miesięcy później – w listopadzie. Uroczyste otwarcie ulicy miało miejsce 18 listopada 2010 roku.

## Współczesność
Obecnie ulica płk. Kuklińskiego jest szeroką z sześcioma pasami (miejscami zwęża się do czterech pasów) drogą z torowiskiem Krakowskiego Szybkiego Tramwaju do pętli "Mały Płaszów". Na ulicy są 3 przystanki tramwajowo-autobusowe, są to: "Kuklińskiego" (obok estakady), "Gromadzka" (w okolicach skrzyżowań z ulicą Gromadzką) i "Lipska" (na skrzyżowaniu z ul. Lipską i Saską).